# Ulrich Krings

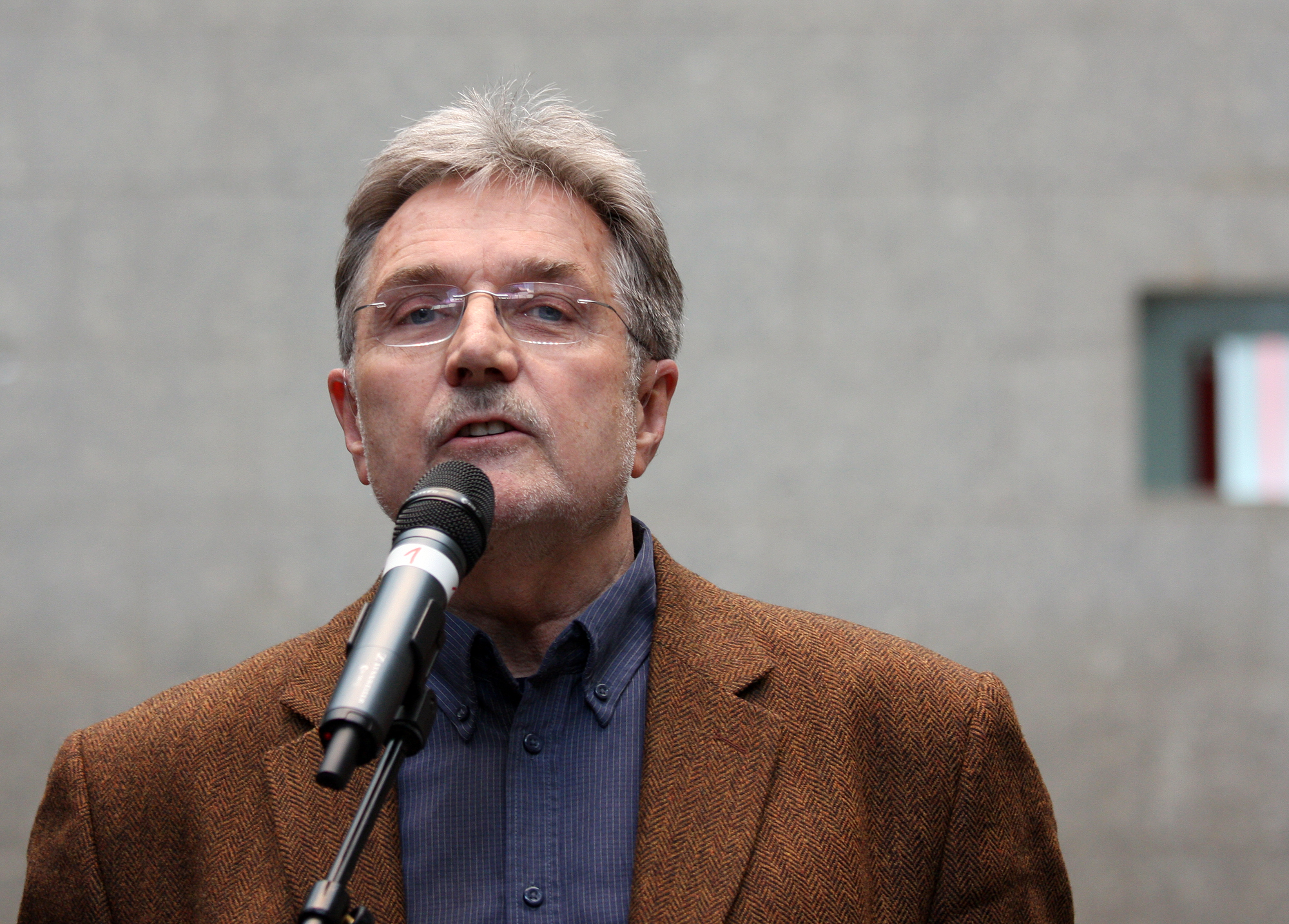
Ulrich Krings 2010

Ulrich Peter Andreas Krings (* 23. Februar 1942 in Oberhausen) ist ein deutscher Kunsthistoriker, Denkmalpfleger und Autor von Veröffentlichungen zur Denkmalpflege von Kirchen- und Profanbauten im Raum Köln sowie zum Städtebau und zur Architektur. Von 1991 bis 2005 war er leitender Stadtkonservator von Köln.

## Leben
Ulrich Krings wurde als einziges Kind der Eheleute Peter Krings (1894–1964) und Johanna, geb. Hömberg (1903–1971) in Oberhausen geboren. Dort besuchte er auch von 1948 bis 1952 die katholische Volksschule und anschließend den altsprachlichen Zweig des Staatlichen Gymnasiums. Nach dem Abitur 1961 studierte Ulrich Krings zunächst zwei Semester Germanistik an der Universität in Freiburg im Breisgau, wechselte dann aber an die Technische Universität München, wo er sechs Semester Architektur belegte, parallel arbeitete er auf verschiedenen Baustellen. Sein Interesse an der Architekturgeschichte veranlasste ihn dann mit dem Wintersemester 1965/1966 ein Studium der Kunstgeschichte an der Universität München aufzunehmen. Als Nebenfächer wählte er Klassische Archäologie und Soziologie. Als seine dortigen Dozenten benennt er unter anderen die Kunsthistoriker Hermann Bauer, Wolfgang Braunfels, Erich Hubala, Theodor Müller und Friedrich Piel. Am 18. Dezember 1978 promovierte Krings in München zum Dr. phil. mit einer Ausarbeitung zu deutschen Großstadt–Bahnhöfen des Historismus, einer Thematik, zu der er in der Folge weitere Arbeiten publizierte. Am 1. April 1979 trat er als wissenschaftlicher Referent in den Dienst der Stadt Köln. Unter der damaligen Stadtkonservatorin Hiltrud Kier war er im Denkmalamt mit der Inventarisation (Kirchen und Verkehrsbauten) betraut. Das „Jahr der Romanischen Kirchen Kölns 1985“ wurde von Krings in zahlreichen Publikationen, durch Führungen sowie in der Mit-Organisation des wissenschaftlichen Kolloquiums im März 1985 begleitet. Bei der Restaurierung der Bahnsteighalle des Kölner Hauptbahnhofs in den 1980er Jahren konnte er seine Spezialkenntnisse einbringen. Von 1982 bis 1984 hatte er einen Lehrauftrag für Denkmalpflege an der Heinrich-Heine-Universität Düsseldorf.
Während seiner Zeit als Stadtkonservator in Köln von 1991 bis 2005 gab er insgesamt 16 Bände der Schriftenreihe Stadtspuren – Denkmäler in Köln heraus. Außerdem war er von 2000 bis 2005 Mitglied im Redaktionsausschuss für die Neubearbeitung des Bandes Nordrhein-Westfalen I: Rheinland des Georg Dehio – Handbuch der Deutschen Kunstdenkmäler, erschienen 2005. 1993 bis 2001 war Krings Vorsitzender der Arbeitsgemeinschaft „Kommunale Denkmalpflege“ des Deutschen Städtetages. Im 1981 gegründeten Förderverein Romanische Kirchen Köln e. V. war er seit den 1990er Jahren als Stadtkonservator bis zu seiner Pensionierung 2005 stellvertretender Vorsitzender; für das „Architekturforum Rheinland e. V.“ fungierte er als Gründungsmitglied. Schwerpunkte seiner Arbeit als Kölner Stadtkonservator waren – gemeinsam mit seinen Mitarbeitern – u. a. die Restaurierung des Gürzenich, des Spanischen Baus des Rathauses, des Historischen Rathauses samt Ratsturm sowie die denkmalpflegerische Begleitung der weiteren Restaurierung des Kölner Hauptbahnhofs, zahlreicher Sakralbauten in Köln und zuletzt der Umstrukturierung (Konversion) des Rheinauhafens. Die Eintragung der denkmalwerten Bausubstanz aus den 1950er Jahren in die Denkmalliste der Stadt Köln sowie die Begleitung der Restaurierungsarbeiten weiterer hervorragender Beispiele aus dieser Epoche gehörten ebenfalls zu seinen Aufgaben.
Nach seiner Pensionierung 2005 war Krings von 2008 bis April 2014 Mitglied im Vorstand des Hauses der Architektur Köln (hdak); im Oktober 2009 organisierte er dort gemeinsam mit Michael Hecker ein zweitägiges Symposium zur Thematik der Architektur der „Zweiten Nachkriegsmoderne“ (vgl. Angaben unter „Schriften“). Von 2008 bis Mai 2021 war Krings Mitglied im Vorstand des Regionalverbands Köln des Rheinischen Vereins für Denkmalpflege und Landschaftsschutz (RVDL); von Dezember 2013 bis Juni 2020 fungierte er dort als stellvertretender Vorsitzender und nahm die Öffentlichkeitsarbeit wahr (u. a. durch den Versand von „newslettern“). Von 2013 bis zur Kommunalwahl 2020 war er „Sachverständiger Bürger“ für den Bereich Denkmalschutz und Denkmalpflege im Ausschuss Kunst und Kultur des Rates der Stadt Köln. Er publiziert weiterhin zu Themen der jüngeren Architekturgeschichte (sog. Zweite Nachkriegsmoderne; Stilrichtung des „Brutalismus“  oder: „Köln im Jahre 1914“). Bis Ende 2019 bot er Führungen, Vorträge sowie Lehrveranstaltungen im Kölner Campus „Zeit für Wissen“ an (vgl. seine website: dort Veröffentlichungen, Schwerpunkte, Kontakt).

## Schriften (Auswahl)
- Der Kölner Hauptbahnhof. (Hrsg. Landeskonservator Rheinland. Arbeitsheft 22), Rheinland Verlag, Köln 1977, ISBN 3-7927-0324-6.
- Deutsche Großstadt–Bahnhöfe des Historismus. 2 Bände (zugleich Dissertation, Ludwig–Maximilians–Universität München, München, 1978), Köln 1981 (Lebenslauf: Band 2);
- Bahnhofsarchitektur. Deutsche Großstadtbahnhöfe des Historismus, Prestel Verlag, München 1985 (= Schriften zur Kunst des 19. Jahrhunderts der Fritz-Thyssen-Stiftung, Bd. 46), ISBN 3-7913-0596-4.
- gemeinsam mit Hiltrud Kier und Wolfram Hagspiel: Köln. Architektur der 50er Jahre. (= Stadtspuren, Denkmäler in Köln. Band 6.) J. P. Bachem Verlag, Köln 1986, ISBN 3-7616-0858-6.
- gemeinsam mit Hiltrud Kier (Hrsg.): 3 Bände Köln: Die romanischen Kirchen.... (= Stadtspuren, Denkmäler in Köln. Band 1, 3, 4.) J.P. Bachem Verlag, Köln 1984 und 1986, ISBN 3-7616-0761-X; ISBN 3-7616-0763-6; ISBN 3-7616-0822-5.
- gemeinsam mit Otmar Schwab: Köln: Die romanischen Kirchen. Zerstörung und Wiederherstellung (= Stadtspuren, Denkmäler in Köln. Band 2) J.P.Bachem Verlag, Köln 2007, ISBN 978-3-7616-1964-3.
- gemeinsam mit Rainer Will (Hrsg.): Das Baptisterium am Dom. Kölns erster Taufort, Greven, Köln 2009, ISBN 978-3-7743-0423-9.
- gemeinsam mit Michael Hecker (Hrsg.): Bauten und Anlagen der 1960er und 1970er Jahre – ein ungeliebtes Erbe? (Edition hdak Haus der Architektur Köln, Band 4), Klartext Verlag, Essen 2011, ISBN 978-3-8375-0679-2.